# Leichtathletik-Weltmeisterschaften 2023/Teilnehmer (Dänemark)
| Goldmedaillen | Silbermedaillen | Bronzemedaillen |
| ------------- | --------------- | --------------- |
| —             | —               | —               |

Der Leichtathletikverband von Dänemark nahm an den Leichtathletik-Weltmeisterschaften 2023 in Budapest teil. 11 Athletinnen und Athleten wurden vom dänischen Verband nominiert.

## Ergebnisse

### Männer

#### Laufdisziplinen
| Athlet                   | Disziplin | Vorlauf        | Vorlauf | Halbfinale | Halbfinale | Finale | Finale |
| Athlet                   | Disziplin | Zeit           | Platz   | Zeit       | Platz      | Zeit   | Platz  |
| ------------------------ | --------- | -------------- | ------- | ---------- | ---------- | ------ | ------ |
| Gustav Lundholm Nielsen  | 400 m     | 45,66 s PB     | 7       | DNQ        | DNQ        | –      | –      |
| Kristian Uldbjerg Hansen | 1500 m    | 3:37,27 min PB | 13      | DNQ        | DNQ        | –      | –      |

### Frauen

#### Laufdisziplinen
| Athletin           | Disziplin        | Vorlauf        | Vorlauf | Halbfinale | Halbfinale | Finale    | Finale |
| Athletin           | Disziplin        | Zeit           | Platz   | Zeit       | Platz      | Zeit      | Platz  |
| ------------------ | ---------------- | -------------- | ------- | ---------- | ---------- | --------- | ------ |
| Annemarie Nissen   | 800 m            | 2:00,47 min    | 4       | DNQ        | DNQ        | –         | –      |
| Sofia Thøgersen    | 1500 m           | 4:05,34 min NR | 4       | DNQ        | DNQ        | –         | –      |
| Juliane Hvid       | 3000 m Hindernis | 10:09,41 min   | 10      |            |            | DNQ       | DNQ    |
| Mette Graversgaard | 100 m Hürden     | 12,87 s        | 5       | 12,94 s    | 7          | DNQ       | DNQ    |
| Karen Ehrenreich   | Marathon         |                |         |            |            | 2:44:46 h | 59     |

#### Sprung/Wurf
| Athletin                   | Disziplin      | Qualifikation | Qualifikation | Finale     | Finale |
| Athletin                   | Disziplin      | Weite/Höhe    | Platz         | Weite/Höhe | Platz  |
| -------------------------- | -------------- | ------------- | ------------- | ---------- | ------ |
| Caroline Bonde Holm        | Stabhochsprung | 4,35 m        | 24            | DNQ        | DNQ    |
| Annesofie Hartmann Nielsen | Diskuswurf     | 64,90 m       | 29            | DNQ        | DNQ    |
| Lisa Brix Pedersen         | Diskuswurf     | 57,96 m       | 24            | DNQ        | DNQ    |
| Katrine Koch Jacobsen      | Hammerwurf     | 71,25 m       | 12            | 71,33 m SB | 9      |